# 第十一屆立法院

當前議席分佈

第十一屆立法院是中華民國行憲後的第11屆立法院，該屆立法委員任期自2024年2月1日至2028年1月31日（預定），由中華民國自由地區公民選舉產生。本屆立法院是自2008年改制為單一選區兩票制以來，首度出現未有單一政黨掌握過半席次的一屆。

## 席次概況
|        | 政黨名稱   | 當選席次 | 目前席次 | 備註 |
| ------ | ---------- | -------- | -------- | --- |
|        | 中國國民黨 | 52       | 52       | |
|        | 民主進步黨 | 51       | 51       | 游錫堃於2024年2月2日請辭，王正旭於2月19日遞補上任。 洪申翰於2024年11月25日接任勞動部部長，王義川於12月2日遞補上任。 |
|        | 台灣民眾黨 | 8        | 8        | 吳春城於2025年2月25日請辭，劉書彬於3月14日遞補上任。                                                                |
|        | 無黨籍     | 2        | 2        | 無黨籍高金素梅、陳超明加入國民黨立院黨團運作。                                                                      |
| 總席次 | 總席次     | 113      | 113      | |

註：粗體字者為執政黨。

## 正副院長選舉
立法院長、副院長由立法委員記名投票互選之，全體立法委員均為當然候選人。
| 候選人 | 候選人 | 政黨       | 第一輪得票數 | 第二輪得票數 | 當選標記 |
| ------ | ------ | ---------- | ------------ | ------------ | -------- |
|        | 韓國瑜 | 中國國民黨 | 54           | 54           |          |
|        | 游錫堃 | 民主進步黨 | 51           | 51           |          |
|        | 黃珊珊 | 台灣民眾黨 | 7            | 不適用       |          |
| 無效票 | 無效票 | 無效票     | 1            | 0            |          |
| 未領票 | 未領票 | 未領票     | 0            | 8            |          |

註：
- 粗體為上屆立法院院長。

| 候選人 | 候選人 | 政黨       | 第一輪得票數 | 第二輪得票數 | 當選標記 |
| ------ | ------ | ---------- | ------------ | ------------ | -------- |
|        | 江啟臣 | 中國國民黨 | 54           | 54           |          |
|        | 蔡其昌 | 民主進步黨 | 51           | 51           |          |
|        | 張啓楷 | 台灣民眾黨 | 8            | 不適用       |          |
| 無效票 | 無效票 | 無效票     | 0            | 0            |          |
| 未領票 | 未領票 | 未領票     | 0            | 8            |          |

註：
- 粗體為上屆立法院副院長。

## 重大事件

### 第一會期修法爭議 - 國會職權行使法修正
中國國民黨與台灣民眾黨在此屆立院意圖推行國會改革，諸如人事同意權、國會調查權與聽證權以及藐視國會罪等。作為反對方的民主進步黨稱在野黨未將法條進行審查並試圖強渡關山。
5月28日，國會職權行使法修正三讀通過，同時行政院認為修法使得執政窒礙難行因而提出覆議案。。
6月21日，立法院以51票贊同對上62票反對否決覆議案，同時行政院與民主進步黨黨團認為修法違憲，並向司法院提出釋憲。。
此次修法亦成為青鳥行動發起的主因，並於整個審議過程中不時發起群眾抗議行動反對在野黨修法。
此次國會職權行使法修法通過的相關法案絕大部分遭司法院判定違憲，憲法法庭判決違憲者將立即停止適用。

### 第二會期修法爭議 - 選罷憲訴財劃三法修正、114年中央政府總預算審查
2024年12月20日，立法院針對《選罷法》、《憲法訴訟法》、《財劃法》等法案進行表決而在當天有上萬位民眾在立法院外抗議，反對爭議法案通過。
2024年8月22日，行政院通過並送出《114年度中央政府總預算案》，交由立法院審議，惟因無黨籍原住民立法委員高金素梅不滿先前修正之《原住民禁伐補償條例》所規定行政部門應補償之預算未足額編列，故國民黨黨團與民眾黨黨團聯手於同年9月20日至11月5日間，自程序委員會、院會封殺總預算案超過8次，直到11月8日，朝野才有共識交付委員會審查。2025年1月21日終完成三讀程序，惟其中刪減及凍結之提案與統刪案遭質疑過度刪減，且有提案針對特定部會將業務費刪減至1元之情形，使總預算案之審查結束後，遲遲無法完成審查報告並送出立法院。2月19日，立法院將三讀之總預算案審查報告送出立法院，根據審查總報告指出，114年度中央政府總預算案原列歲出總額為新台幣3兆1,324億6,890萬9,021元，減列1,135億9,925萬9,000元，而通案統刪不低於939億7,500萬元。由於同時有各部會之提案刪減與統刪項目重疊等，致預算凍結金額，以及總預算案刪減數的確定金額，均未在審查總報告中呈現。
2025年2月10日，時任中華民國總統賴清德行使院際調解權以處理本屆立法院與行政院、司法院、監察院和考試院間的紛爭，成為首度得以行使憲法第44條（院際調解權）的案例。

## 通過法案
截至目前為止，第11屆立法院通過制定了以下主要法案：
- 《行人交通安全設施條例》：規範中央、地方應制訂行人交通安全計畫，包括人行道增設、拓寬、障礙排除及實施行人友善區等。地方政府若查有妨礙行人通行的固定設施，未在期限內改善、拆除最高可罰新台幣15萬元[17]
- 《再生醫療法》：法制化再生醫療之研究、管理及相關罰則。[18]
- 《再生醫療製劑條例》：明定再生醫療製劑定義，且製造、輸入者皆應申請並查驗取得許可後始得為之。[18]
- 《海洋保育法》：明定海洋委員會得劃定海洋庇護區保護特別海洋生態系統。[19]
- 《詐欺犯罪危害防制條例》：建立金融、電信、數位經濟防詐措施，加重詐欺刑度。[20]
- 《新住民基本法》：明定內政部應設立新住民事務機關，統籌新住民相關事務。[21]

除此之外，該屆立法院另通過以下法案的修正或廢止：
- 《遠洋漁業條例》修正：IUU（非法、未報告、不受規範）魚貨、漁獲物或漁產品，不得進口。[22]
- 《電子簽章法》修正：明定符合規定的電子文件、電子簽章，在功能上等同於實體文件及簽章。[23]
- 《工廠管理輔導法》修正：明定工廠業者若未依期限申報危險物品、申報不實或違反申報規定，可開罰5萬元以上、500萬元以下罰鍰，未改善得按次處罰。[24]
- 《國籍法》修正：外國高級專業人才申請歸化居留年限，從現行連續3年每年須有183日以上合法居留事實，放寬為連續2年。[25]
- 《姓名條例》修正：增訂台灣原住民族辦理戶籍登記、申請護照時，姓名可單列原住民族文字。[26]
- 《道路交通管理處罰條例》修正：限縮可對檢舉交通違規的項目。[27]
- 《原住民保留地禁伐補償條例》修正：增加原住民保留地禁伐補償金額度，並定期依消費者物價指數成長率進行調整。[28]
- 《地方民意代表費用支給及村里長事務補助費補助條例》修正：提高直轄市、縣市議員公費助理補助金及增發村、里長春節慰勞金。[29]
- 《中小企業發展條例》修正：對增僱特定年齡段本國籍基層員工及替本國籍基層員工加薪之中小企業提供減稅優惠。[30]
- 《通訊保障及監察法》修正：新增網路流量紀錄之定義及調取程序，放寬調查限制及增訂得依該法進行調查之犯罪。[31]
- 《兒童及少年性剝削防制條例》修正：增訂對兒少性影像的相關犯罪及罰則。[32]
- 《加值型及非加值型營業稅法》修正：加嚴電子發票傳輸之相關規定及罰則。[33]
- 《所得稅法》修正：規範扣繳義務人範圍並增進其權益保護、延長部分扣繳稅款辦理期限與修正違章罰則，改進扣繳制度。[34]
- 《勞動基準法》修正：新增延後強制勞工退休年齡制度。[35]
- 《中高齡者及高齡者就業促進法》修正：增進中高齡及高齡者就業者工時、退休等權益。[36]
- 《公職人員選舉罷免法》修正：連署人應附身分證影本，身分證影本資料不清將成無效連署，新增偽造連署罰則[37]
- 《憲法訴訟法》修正：總統應於2個月內補足大法官缺額，限縮修正條文自公布日起施行範圍，明定可做出違憲宣告之大法官人數[38]
- 《財政收支劃分法》修正：礦區稅從國稅中刪除，土地增值稅入回歸地方政府，重新分配縣市普通統籌分配稅款比例，一般性補助款金額不得少於去年預算編列數[39]
- 《公益揭弊者保護法》新增：保護公共部門、國營事業及政府所控制的事業、團體或機構揭弊者的權益。[40]

### 國會職權行使法修法
下列法案原已於立法院中三讀通過，但因有違憲之虞，憲法法庭令其部分條文暫緩執行。
後憲法法庭判決，要求總統国情报告並即时询答、藐視國會罪、国会调查权之行政罚则違憲；国会调查权及立委行使人事同意權則部分違憲。違憲者將自判決起停止適用。
- 《立法院職權行使法》修正：增订总统到立法院进行国情报告并即时询答、国会调查权及相关行政罚则、被询答者不得“藐视国会”及相关行政罚则以及立委行使人事同意權以記名投票表決等。[3][43]
- 《中華民國刑法》修正：增訂藐視國會罪，公務員於立法院聽證或受質詢時就其所知的重要關係事項不得虛偽陳述。[44]

## 參看
- 立法院
- 賴清德政府
- 2024年中華民國立法委員選舉

| 前任： 第十屆立法院 | 行憲以後的立法院 2024年2月1日－ | 現任 |